# Cyrnus insolutus
Cyrnus insolutus là một loài Trichoptera trong họ Polycentropodidae. Chúng phân bố ở miền Cổ bắc.